# NGC 3285
NGC 3285 is een balkspiraalstelsel in het sterrenbeeld Waterslang. Het hemelobject werd op 24 maart 1835 ontdekt door de Britse astronoom John Herschel.

## Synoniemen
- ESO 501-15
- MCG -4-25-19
- AM 1031-271
- IRAS 10312-2711
- PGC 31217